# Atriplex vestita
Atriplex vestita là loài thực vật có hoa thuộc họ Dền. Loài này được (Thunb.) Aellen mô tả khoa học đầu tiên năm 1940.